# ザムトゲマインデ・ネンドルフ
ザムトゲマインデ・ネンドルフ (ドイツ語: Samtgemeinde Nenndorf) は、ドイツ連邦共和国ニーダーザクセン州シャウムブルク郡東部、ハノーファー近郊のザムトゲマインデ（集合自治体）で、ニーダーザクセン州認定の温泉都市ネンドルフに行政本部がある。

## 地理

### 位置
ザムトゲマインデ・ネンドルフはディースター山の北辺、シュタインフーデ湖の南 16 km に位置する。ヴェーザー川とライネ川に挟まれた、中低山地から北ドイツ低地への移行部にあたる。近隣都市ヴンストルフ、バルジングハウゼン、シュタットハーゲンの間に位置している。ハノーファーの西 35 km にあたる。

### ザムトゲマインデの構成
ザムトゲマインデ・ネンドルフは、1974年3月1日に現在の形となった。このザムトゲマインデは以下の市町村からなる。
- バート・ネンドルフ: 市。ヴァルトリングハウゼン、ホルステン、リーペンの各地区を含む。
- ハステ: ヴィルヘルムスドルフ地区を含む。
- ホーンホルスト: シェラー、レーレン、レールヴィーエ、ノルトブルーフ、オーンドルフの各地区を含む。
- ズートフェルト: クロイツリーエ、ヘルジングハウゼン、リーエの各地区を含む。

## 歴史
ヘッセン＝カッセル方伯ヴィルヘルム9世の主導により、1787年に温泉施設やクアパークを含む「グーツベツィルク・ネンドルフ」が創設された。これにより現在の温泉の礎が築かれた。
このザムトゲマインデの地理上の位置は大変に有利なものであった。中低山地の北辺に位置するバート・ネンドルフには何世紀も前からライン＝エルベ間を結ぶ通商・軍事道路が通っており、鉄道網（1847年にハステ、1872年にネンドルフまで開通した）、ミッテルラント運河（1916年開通）、アウトバーン（1939年開通）で結ばれた。
1929年にグロース・ネンドルフ、クライン・ネンドルフ、グーツベツィルク・ネンドルフが合併して新しい自治体バート・ネンドルフが創設された。
1974年の地域再編以前にホーンホルスト、レーレン、オーンドルフの集落から自治体ホーンホルストが成立した。ホルステン、リーペン、ヴァルトリングハウゼンは1974年にバート・ネンドルフに合併した。旧町村のヘルジングハウゼン、クロイツリーエ、リーエはズートフェルトに合併した。
1974年3月1日、バート・ネンドルフ、ハステ、ホーンホルスト、ズートフェルトはザムトゲマインデ・ネンドルフを形成した。バート・ネンドルフは、2000年に都市権を授与された。

### 宗教
このザムトゲマインデには聖ゴーデハルディ教会を有するプロテスタント＝ルター派のバート・ネンドルフ教会組織、聖マルティン教会を有するルター派のホーンホルスト教会組織、カトリックの聖ロザリオのマリア教会バート・ネンドルフ、ホーンホルスト＝シェラーの聖ペトルス・コルニシウス教会といった教会組織があった。また、バート・ネンドルフには新使徒派教会の組織もある。

## 行政

### 議会
このザムトゲマインデの議会は32議席からなる。

### 首長
2014年11月1日からミケ・シュミット (SPD) がザムトゲマインデ長を務めている。

### 紋章
図柄: ザムトゲマインデ・ネンドルフの紋章は赤地に銀のイラクサの葉。その中央に赤い盾があり、その中に金のアスクレピオスの杖が描かれている。

## 文化と見所

### 演劇
- 「オーンドルフ・テアター」は熱心に活動しているアマチュア演劇グループである。
- 「テアターキステ・ヴェルトリングハウゼン」はユーモア劇を中心に上演している。

### 博物館
- アグネス・ミーゲル・ハウス

### 音楽
- 「カルチャー・フォーラム」およびその下位にある「カルチャー・フォーラム＆フレンズ」は熱心に活動している優れたアーチストである。
- 「フレーリヒェ・ドゥッツント」はポピュラー音楽と民謡をレパートリーとしている。

### 年中行事
- 6月　市祭
- 7月　射撃祭
- 8月　リヒトフェスト（クアパークのイルミネーション）

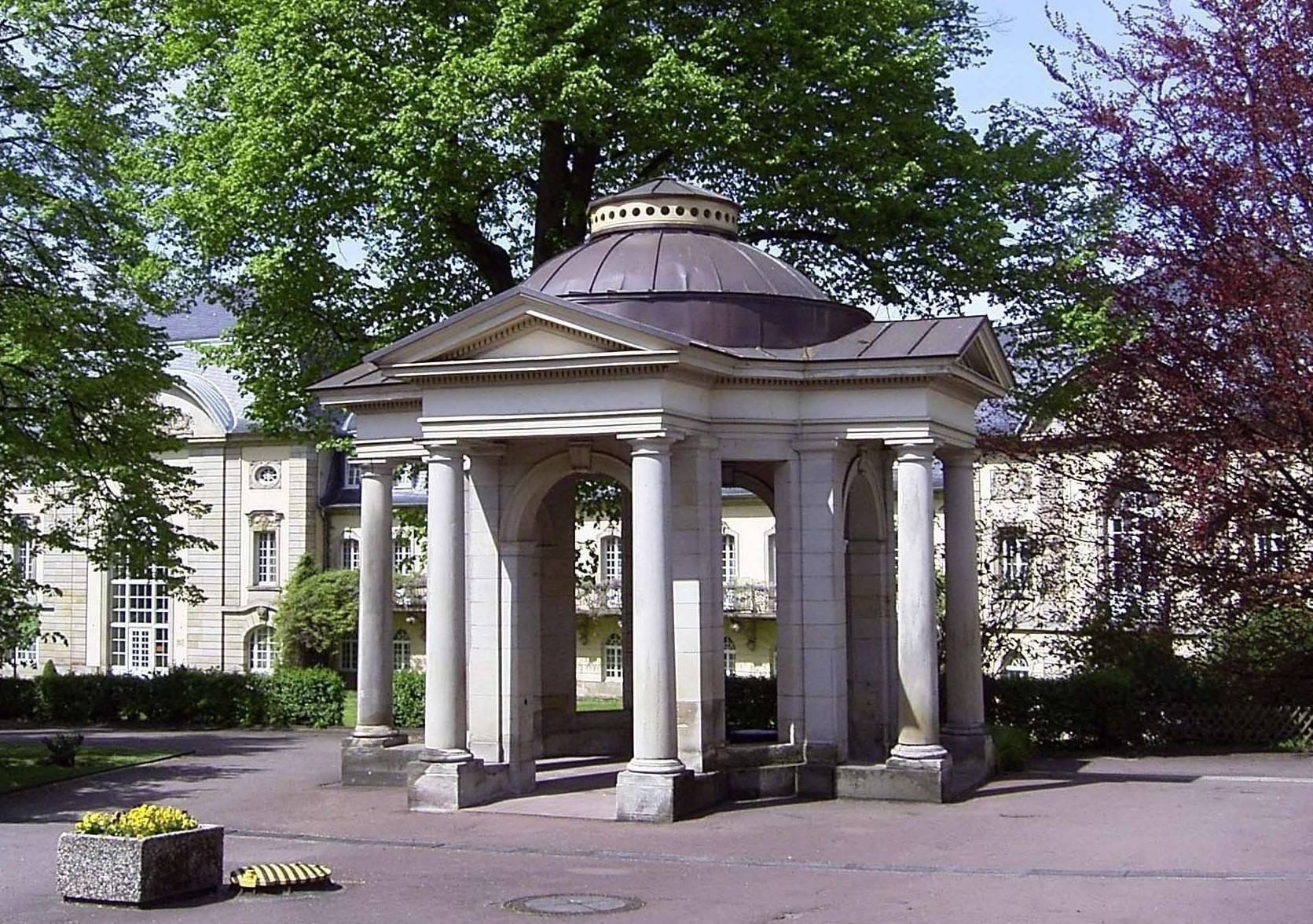
バート・ネンドルフの源泉の四阿

- 9月　ヴァルトリングハウゼンの収穫祭
- 12月　クリスマスマーケット

### 建築
- バート・ネンドルフのプロテスタント聖ゴーデハルディ教会。1853年建造。
- バート・ネンドルフのカトリックロザリオのマリア教会。1895年建造。
- ホーンホルストのプロテスタント聖マルティン教区教会。1899年にコンラート・ヴィルヘルム・ハーゼのネオゴシック様式で建設された長堂と13世紀の交差ヴォールトを有している。
- バート・ネンドルフのホテル・エスプラナーデ。かつてはクアパークの公衆浴場であった。1906年建造。
- ネンドルフファー・クアパークの小城。1806年建造。
- クアパークのシュヴェーフェルバーデ（硫黄泉源）の上に建つ泉の四阿。1842年建造。バート・ネンドルフの象徴である。
- ダイスターのハイスターブルク城趾。

### 公園
- バート・ネンドルフには歴史的建造物と樹齢200年を超える古木がある広さ 34 ha の注目に値するクアパークがある。クアパークの西端には約100本の珍しいジュンテルブーヒェ（ブナの仲間）からなるドイツでは類例のない並木道がある。
- 2003年から2004年に、ハノーファー大学のプロジェクトの一環で詳細な公園文化財報告書が作成され、歴史的背景についても多く言及されている。
- 「フォーゲルパーク・アム・クラーター」は泉源近くの小動物園である。

### 並木道
- バート・ネンドルフには2つの印象的な並木道がある。ローデンベルガー・アレーとブーヒェンアレーである。この2つの並木道は、18世紀末に「シュヴェーフェルバーデ」の拡張に伴って整備された。

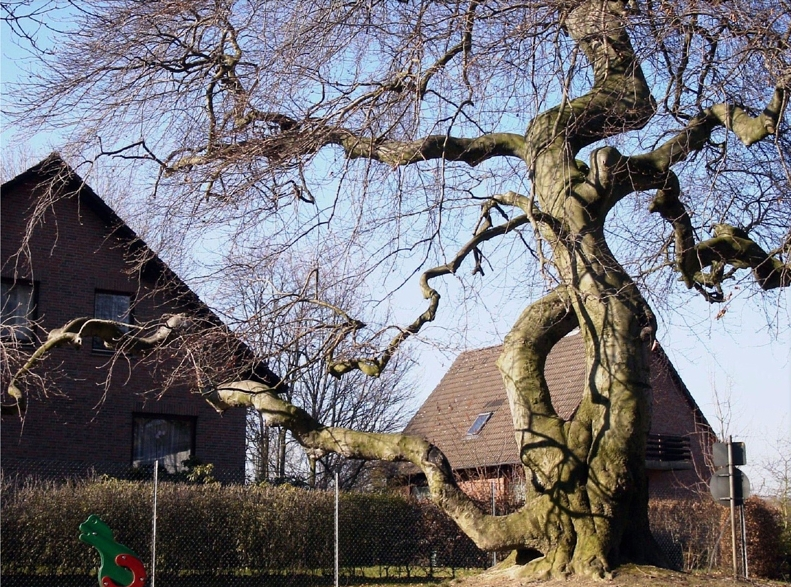
ハステのジュンテルブーヒェ

### 自然文化財
- バート・ネンドルフ近郊の石灰華環状壁があるクラーター泉源
- ハステの旧営林署脇には、ダイスター＝ジュンテル地方で2番目に大きなジュンテルブーヒェがある。

## 経済と社会資本

### 交通
このザムトゲマインデは連邦道アウトバーンA2号線、連邦道B65号線およびB442号線沿いに位置する。ハステ駅はハノーファーSバーンの1号線と2号線との分岐点である。バート・ネンドルフ駅はSバーンのハステ - ハノーファー線にある。Sバーンで約40分でハノーファーに到着する。また、ハノーファー＝ランゲンハーゲン空港へは40分で到着する。

### メディア
重要な日刊紙は「シャウムブルガー・ナハリヒテン」で、バート・ネンドルフにローカル編集局を有している。

### 公共施設
- バート・ネンドルフには青少年センターがある。
- バート・ネンドルフはドイツ人命救助協会 (DLRG) の連邦オフィス所在地であり、連邦訓練センターや会議ホテルを有する本部がある。
- このザムトゲマインデには10の消防団がある。

### 病院
- バート・ネンドルフのクリニーク・ニーダーザクセン、レーハ・クリニーク
- バート・ネンドルフのロイマ・クリニーク（リウマチ病院）
- バート・ネンドルフのロイマ・クリニーク・シャウムブルク

### スポーツと余暇
- バート・ネンドルフのラントグラーフェンテルメ（方伯浴場）
- 日光浴室とサウナを有するバート・ネンドルフの屋内プール
- バート・ネンドルフのスポーツセンター
- スポーツパーク
- ハステ、クロイツリーエ、オーンドルフ、レーレン、リーペン、ヴァルトリングハウゼンの体育館と運動場
- ハステ、ホーンホルスト、クロイツリーエ、リーペン、ヴァルトリングハウゼンのテニスコート
- バート・ネンドルフのミニゴルフ場
- バート・ネンドルフの映画館クアリヒトシュピーレ
- 一般公開されているプロテスタントの図書館があるバート・ネンドルフの交流館
- ヴァルトリングハウゼンのディスコ「フェニックス・パーク」
- バート・ネンドルフ・ロートレーレ

### 教育
このザムトゲマインデの教育機関のほとんどがバート・ネンドルフに集中している。バート・ネンドルフにはギムナジウムが1校ある。さらに特殊学校の「シューレ・アム・ダイスター」や呼吸法と歌唱法のCDJシューレ・シュラフホルスト・アンダーゼンがある。また、バート・ネンドルフとハステに基礎課程学校がある。バート・ネンドルフには3つの幼稚園がある。この他ハステ、ヘルジングハウゼン、レーレン、ホーンホルストにも幼稚園がある。本課程・実科学校および一貫教育総合学校は隣接するローデンベルクにある。

## 人物

### ゆかりの人物
- ヘッセン＝カッセル方伯ヴィルヘルム9世（1743年 - 1821年）温泉の創設者
- ジェローム・ボナパルト（1784年 - 1860年）1807年から1813年までヴェストファーレン王で泥風呂を導入し、温泉施設を拡充した。

## 引用
1. ↑  Landesamt für Statistik Niedersachsen, LSN-Online Regionaldatenbank, Tabelle A100001G: Fortschreibung des Bevölkerungsstandes, Stand 31. Dezember 2023